# Jim Finney
James Finney, detto Jim (Hereford, 17 agosto 1924 – Hereford, 1º aprile 2008), è stato un arbitro di calcio inglese, in attività durante gli anni '60 e '70.

## Carriera
Dopo essere stato nominato per la lista Football League nel 1959, ha arbitrato la Amateur Cup finale dello stesso anno.
Finney poi preso in carico nel 1962 alla finale di FA Cup tra Tottenham e Burnley. Si è segnalato per essere uno dei cinque massoni di aver arbitrato la finale di FA Cup.
Finney era stato tenuto in grande considerazione in ambito nazionale per un certo tempo prima di questa partita. È stato nominato come guardialinee nella finale del Campionato europeo di calcio 1960 tenutasi a Parigi, assistendo Ken Aston. Nel maggio 1963, Finney è stato anche l'arbitro durante la gara tra Scozia ed Austria a Hampden Park, che ha abbandonato dopo 79 minuti. Finney poi ha espresso la sua preoccupazione dicendo di aver pensato che qualcuno sarebbe stato gravemente ferito.
Più tardi è stato scelto come uno degli arbitri inglesi per il Campionato mondiale di calcio 1966, guadagnando una certa notorietà nei quarti di finale durante la gara tra Germania Ovest e Uruguay, in cui ha espulso Horacio Troche e Héctor Silva, oltre a negare un calcio di rigore ai sudamericani per un fallo di mano di Karl-Heinz Schnellinger.
Questa gara si è giocata lo stesso giorno in cui l'arbitro tedesco Rudolf Kreitlein ha espulso il giocatore argentino Antonio Rattín a Wembley.
Ha diretto nel 1971 la finale di League Cup a Wembley, già sede dell finale di Coppa dei Campioni nello stesso luogo, ma le lesioni subite in seguito ad un incidente stradale gli hanno fatto concludere prematuramente la carriera, venendo sostituito da Jack Taylor.
In seguito divenne un funzionario a Hereford United, ed è stato segretario del Cardiff City.
È morto in ospedale a Hereford il 1º aprile 2008.